# Gledališka ulica (Maribor)

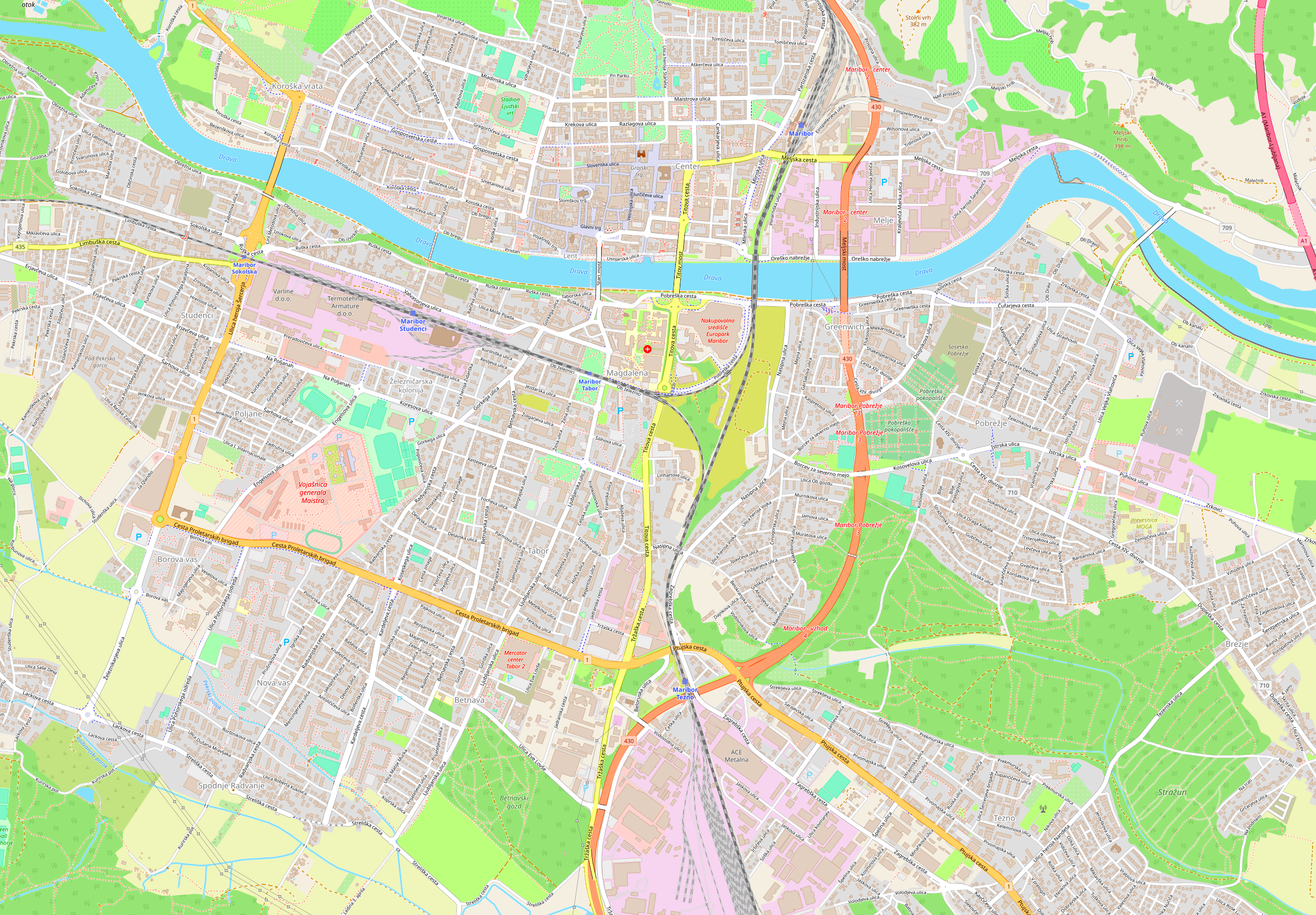

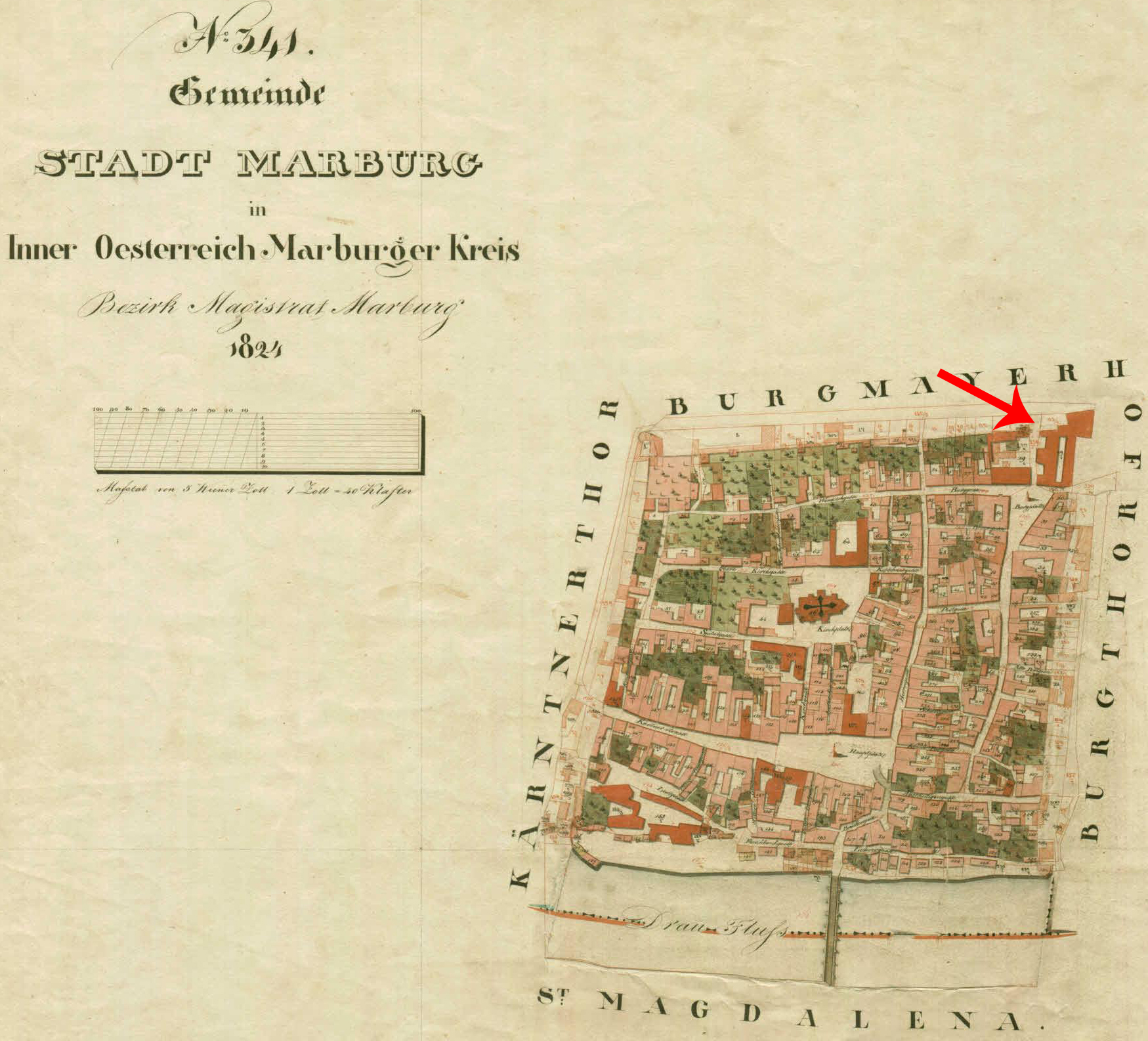
Rauchfangkehrergasse (heutige Gledališka ulica) auf dem Stadtplan Maribor 1824. Gekennzeichnet: die Stadtburg

Gledališka ulica (Theater-Gasse) ist der Name einer Straße in der Altstadt von Maribor (Slowenien), Bezirk Center. Sie ist benannt nach dem an der Straße liegenden Theatergebäude von Maribor.

## Geschichte
Die Straße wurde erstmals 1508 als „Hinter die Schule“ erwähnt. Sie erhielt ihren Namen, weil sie hinter dem damaligen Gebäude der Pfarrschule am Kirchplatz (heute Slomškovo trg) verlief. Zwischen 1731 und 1825 hieß sie Rauchfangkehrer-Gasse, benannt nach den Schornsteinfegern, die in dieser Straße ihren Sitz hatten. Von 1825 bis 1852 wurde sie Neu-Gasse genannt. 
Erst 1852, als das neue Theater eröffnet wurde, wurde sie in Theater-Gasse umbenannt. In den 1860er-Jahren wurde die Straße bis zum heutigen Stadtpark nach Norden verlängert. Im Jahr 1910 wurde der Teil der Straße zwischen der Gregorčičeva-Straße und dem Stadtpark in Luthergasse, heute Trubarjeva Ulica, umbenannt. 1919 wurde der Name in Gledališka ulica geändert. Während der deutschen Besetzung 1941 bis 1945 hieß sie wieder Theater-Gasse umbenannt. Im Mai 1945 wurde ihr der slowenische Name Gledališka ulica zurückgegeben.

## Lage
Die Straße verläuft von der nördlichen Ecke des Slomškov trg nach Norden bis zur Kreuzung Gregorčičeva ulica und Trubarjeva ulica, in die sie übergeht. 

## Abzweigende Straßen
Die Straße quert die Slovenska ulica.

## Bauten und Sehenswürdigkeiten
- Slomškov trg mit der Kathedrale von Maribor
- Slowenisches Nationaltheater Maribor